# Быструха (Новосибирская область)
Быструха — село в Кочковском районе Новосибирской области России. Административный центр и единственный населённый пункт Быструхинского сельсовета.

## География
Площадь села — 433 гектара.

## История
В 1928 году состояло из 929 хозяйств. В селе располагались лавка общества потребления, 4 школы 1-й ступени, изба-читальня. В административном отношении являлась центром Быструхинского сельсовета Кочковского района Каменского округа Сибирского края.

## Население
| 2002  | 2007  | 2010  | 2012  | 2013  | 2014  | 2015  |
| ----- | ----- | ----- | ----- | ----- | ----- | ----- |
| 1402  | ↘1385 | ↘1233 | ↘1200 | ↗1205 | ↘1180 | ↘1159 |
| 2016  | 2017  | 2018  | 2019  | 2020  | 2021  |       |
| ↘1134 | ↗1146 | ↘1132 | ↘1117 | ↘1092 | ↘1063 |       |

По переписи 1926 г. в селе проживало 5045 человек, в том числе 2444 мужчины и 2601 женщина. Основное население — русские.

## Инфраструктура
В селе по данным на 2007 год функционируют 1 учреждение здравоохранения и 2 учреждения образования.